# Masserano
Masserano (français : Masséran) est une commune italienne de la province de Biella dans la région Piémont en Italie.

## Histoire
La ville de Masséran, en latin Masseranum, fut la capitale de la principauté de Masseran qui renfermait le marquisat de Crèvecœur.
La principauté de Masséran – ou principauté de Masserano – était une contrée enclavée dans le Piémont, vers les frontières du Milanais, entre les territoires de Bielle et de Verceil.

Ce territoire appartenait à l'évêque de Verceil, que le pape Boniface IX céda contre rétribution, le 20 mai 1394, au cardinal Louis de Fiesque, administrateur de cet évêché, et à son frère Antoine de Fiesque.

Les descendants de ce dernier le possédèrent jusque Louis de Fiesque qui fit épouser Béatrix, sa fille unique, à Philbert Ferreri de Bielle qui par ce mariage hérita du petit pays de Masséran, par la suite érigé en principauté. C'est ainsi que le prince de Masséran porte le nom de Ferreri-Fiesque (ou Ferrero-Fieschi en italien).

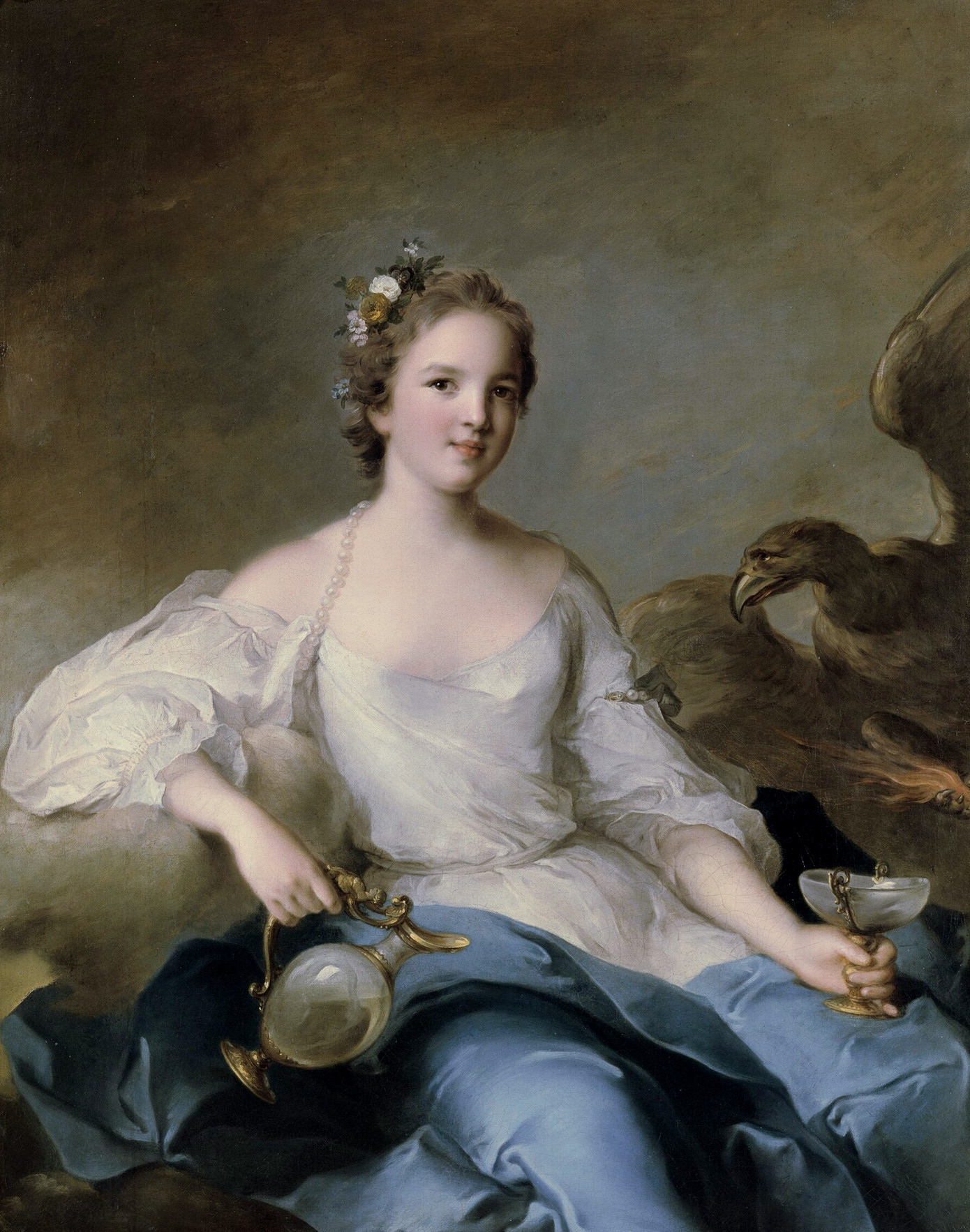
Portrait de Louise de Rohan,
princesse de Masseran
1737, par Jean-Marc Nattier
Château de Versailles

Le 28 octobre 1737 le prince de Masseran, ambassadeur d'Espagne à Londres, épouse Charlotte Louise de Rohan. 
En 1787, Carlo Sebastiano Ferrero Fieschi (1760-1826), prince Masserano, fit construire à Paris un hôtel particulier, dans une voie qui prit le nom de rue Masseran.

## Administration
| Période                                  | Période | Identité | Étiquette | Qualité |
| ---------------------------------------- | ------- | -------- | --------- | ------- |
|                                          |         |          |           |         |
| Les données manquantes sont à compléter. |         |          |           |         |

### Frazione
Morezzi

### Communes limitrophes
Brusnengo, Buronzo, Casapinta, Castelletto Cervo, Curino, Lessona, Rovasenda

## Personnalités liées à la commune
- Pietro Generali (1773-1832), compositeur.